# Ричард Аркрайт
Сър Ричард Аркрайт (на английски: Richard Arkwright) (23 декември 1732 – 3 август 1792) е английски индустриалец и изобретател.
Смятан е за баща на задвижвания с вода предачен стан (ватермашина) (въпреки че патентът му впоследствие е отнет в полза на Томас Хайс), както и на автоматизирания чекрък. Един от водещите предприемачи по време на Индустриалната революция, Аркрайт финансира разработките, патентова ги и ги внедрява.
Той основава първата модерна текстилна фабрика за памук в Кромфорд, като събира всички производствени процеси на едно място и първи започва да използва външно задвижване – отначало с коне, след това с вода – и така механизира памучната индустрия. Не след дълго за задвижване започва да се използва и парната машина.